# Baligród (gmina)
Pour la localité, voir Baligród.
Baligród[baˈlʲiɡrut] (en ukrainien: Балигород, Balyhorod) est une commune rurale de la voïvodie des Basses-Carpates et du powiat de Lesko. Elle s'étend sur 158,1 km2 et comptait 3 182 habitants en 2010.